# Medalla al Servicio Distinguido en la Protección de las Fronteras del Estado
La Medalla al Servicio Distinguido en la Protección de las Fronteras del Estado (en ruso: Медаль «За отличие в охране государственной границы СССР») es una condecoración militar de la Unión Soviética establecida para reconocer hechos destacados relacionados con la seguridad de las fronteras estatales por parte de miembros de las tropas fronterizas soviéticas, militares y civiles. Fue establecida el 13 de julio de 1950 por Decreto del Presídium del Sóviet Supremo de la URSS. Su estatuto fue enmendado en dos ocasiones mediante nuevos decretos del Presídium del Sóviet Supremo de la URSS, primero el 18 de marzo de 1977, y finalmente el 18 de julio de 1980.
El autor del diseño de la medalla fue el pintor P. M. Veremenko.

## Estatuto de concesión de la medalla
La Medalla al Servicio Distinguido en la Protección de las Fronteras del Estado se otorgaba a los soldados de las tropas fronterizas y otro personal militar, así como a los ciudadanos soviéticos por sus hazañas militares y servicios especiales desplegados en la protección de las fronteras estatales de la URSS.
- por la valentía y el desinterés desplegados durante las operaciones de combate destinadas a arrestar a los infractores de la frontera estatal de la URSS;
- por el liderazgo de las unidades de protección fronteriza asegurando la inviolabilidad de las fronteras de la URSS; por un alto grado de vigilancia y acciones proactivas que resultaron en el arresto de infractores de la Frontera Estatal de la URSS;
- por la hábil organización de las unidades de servicios fronterizos y el trabajo ejemplar para fortalecer las fronteras de la URSS;
- por el excelente desempeño de los deberes militares asociados con la protección de las fronteras estatales de la URSS;
- por la asistencia activa a las fuerzas de protección fronteriza en sus asignaciones de combate destinadas a la protección de las fronteras estatales de la URSS.[2]

La autoridad encargada de conceder la condecoración era el Presídium del Sóviet Supremo de la Unión Soviética basado en recomendaciones del Ministro de Defensa de la URSS, del Ministro de Asuntos Internos de la URSS o del Presidente del Comité de Seguridad del Estado de la URSS, dependiendo de donde prestara sus servicios el galardonado. La medalla se podía conceder varias veces.
La primera concesión fue el 22 de agosto de 1950 al teniente D. V. Ignátev. El comandante del distrito fronterizo de Georgia Coronel de la KGB P. S. Korovko la recibió en tres ocasiones (1952, 1952 y 1955); así como el jefe del Ejército del distrito fronterizo occidental, teniente general N. V. Lavrinenko (1956, 1961 y 1980). En total se concedieron unas 67 520 medallas.
La Medalla al Servicio Distinguido en la Vigilancia de las Fronteras del Estado se lleva en el lado izquierdo del pecho y, en presencia de otras órdenes y medallas de la URSS, se coloca después de la Medalla al Partisano de la Guerra Patria de 2.do  grado. Si se usa en presencia de órdenes o medallas de la Federación de Rusia, estas últimas tienen prioridad.
Cada medalla venía con un certificado de premio, este certificado se presentaba en forma de un pequeño folleto de cartón de 8 cm por 11 cm con el nombre del premio, los datos del destinatario y un sello oficial y una firma en el interior.

## Descripción
Es una medalla circular de 32 mm de diámetro con un borde elevado por ambos lados. Inicialmente era de plata (hasta 1966); más tarde, de níquel plateado y luego de una aleación de cobre y níquel. 
En el anverso muestra la imagen en relieve de un guardia fronterizo soviético de pie sosteniendo una metralleta PPSh-41 junto a un marcador fronterizo con altas montañas al fondo. En el reverso hay una inscripción en relieve de seis líneas «За отличие в охране государственной границы СССР» (Por el Servicio Distinguido en la Vigilancia de las Fronteras de la URSS).  En la parte inferior, a lo largo de la circunferencia, hay ramas de roble entrelazadas con una cinta. En la parte superior hay una estrella convexa de cinco puntas, y en la parte inferior una hoz y un martillo.
La medalla está conectada con un ojal y un anillo a un bloque pentagonal cubierto con una cinta de muaré de seda verde de 24 mm de ancho con rayas rojas a lo largo de los bordes de la cinta de 3 mm de ancho cada una.

## Véase también

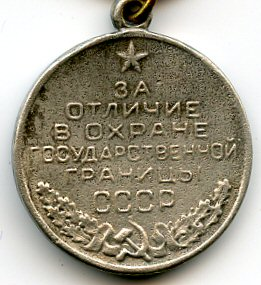
Reverso de la medalla